# 가쓰라오촌
가쓰라오촌(일본어: 葛尾村)은 일본 후쿠시마현 후타바군의 촌이다.
2011년 3월 11일에 발생한 후쿠시마 제1 원자력 발전소 사고의 영향으로 이 지역 전체가 경계구역 또는 계획적 피난 구역으로 지정되어 있다. 이곳에 거주하던 모든 주민이 다른 지역으로 피난했지만, (2013년 3월 22일에 피난 지시 해제 준비 구역·거주 제한 구역·귀환 곤란 구역으로 재편되었다.) 귀환 곤란 구역을 제외하고 2016년 6월 12일에 피난 지시를 해제했다.

## 지리
아부쿠마 고지 안에 있는 마을이다. 해발 500m 이상으로 비교적 고지대이다.

### 인접한 자치체

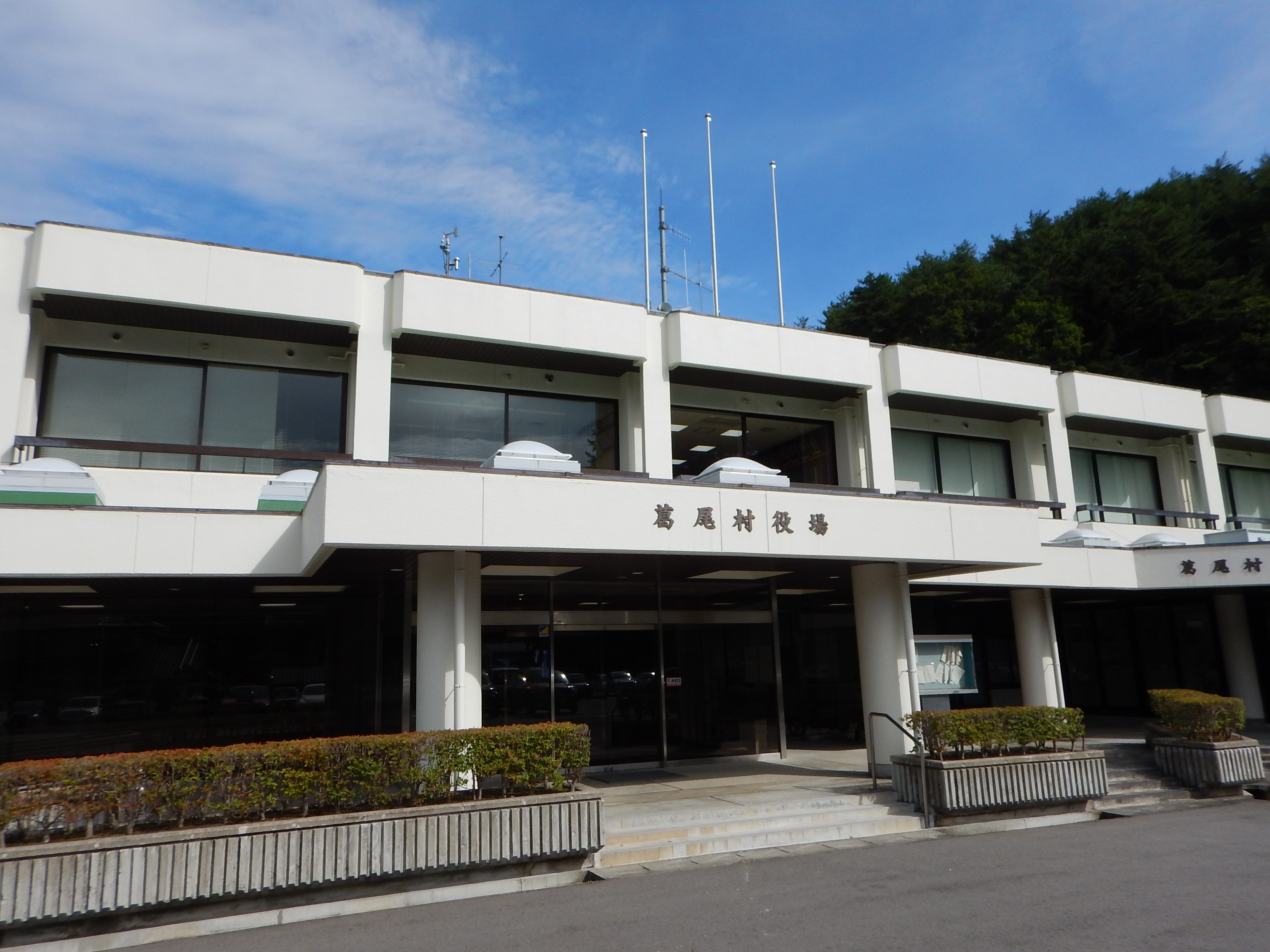
가쓰라오촌 사무소

- 다무라시
- 니혼마쓰시
- 후타바군 나미에정

### 인구
인구 감소가 진행되어 현재의 고령 인구 비율은 50%를 넘고 있다. 자연이 풍요롭고 깨끗하지만 마을 내에 생산 거점이 없고 인구가 심각한 수준으로 감소하고 있다.
| 연도 | 인구  | ±%     |
| ---- | ----- | ------ |
| 1920 | 1,625 | —      |
| 1930 | 2,278 | +40.2% |
| 1940 | 1,875 | −17.7% |
| 1950 | 2,816 | +50.2% |
| 1960 | 3,041 | +8.0%  |
| 1970 | 2,397 | −21.2% |
| 1980 | 1,992 | −16.9% |
| 1990 | 1,866 | −6.3%  |
| 2000 | 1,736 | −7.0%  |
| 2010 | 1,531 | −11.8% |

## 교통

### 도로
- 국도 399호선(일본어판)